# إيميدازول
إيميدازول مركب عضوي له الصيغة C3H4N2 ، وهو من المركبات العطرية الحلقية غير المتجانسة، تتألف بنيته من حلقة خماسية غير مشبعة حاوية على ذرتي نتروجين. تعد حلقة الإيميدازول جزء من بنية الحمض الأميني هستيدين.
هو مُركب صغير غير متجانس يحتوي على ذرتين نتروجين في حلقة خماسية، وهو يمتلك مجموعات كيميائية تُمكنه من أن يكون بمثابة حامض عام أو قاعدة عامة خلال التحفيز، والحمض الأميني الهيستيدين يحتوي على مجموعة الإيميدازول في سلسلته الجانبية، ويشكل أيضاً جزء من جزيء الثيوفيلين الموجود في أوراق الشاي وفي البُن، له تأثير مُحفز للجهاز العصبي المركزي، ومُثَبِّط للهِسْتامين، ويُشتق منه مركبات مضادة للعدوى الفُطْرِيّة من أهمها الكيتوكونازول، والميكونازول، والكلوتريازول، ويدخل في صناعة بعض الأدوية المضادة للسرطان، خاصة سرطان الدم مثل المِركابْتوبورين المستخدم في علاج الابْيِضَاض عبر تَداخله في أنشطة الحَمْضُ الرِّيْبِيُّ النَّوَوِي المَنْزُوع الأوكسِجين.
تسمى مشتقات الإيميدازول بالإيميدازولات، وهي مركبات بها حلقة خماسية غير مشبعة.

## الخواص والبنية
- يوجد الإيميدازول على شكل بلورات عديمة اللون في درجة الحرارة العادية.
- بنحل الإيميدازول في الماء وفي المحلات القطبية الأخرى، حيث أن مركب الإيميدازول يتميز بقطبيته العالية، عزم ثنائي القطب لديه 3.61 ديباي.
- لمركب الإيميدازول خواص قاعدية.
- ينتمي مركب الإيميدازول إلى المركبات العطرية وذلك بسبب وجود ستة إلكترونات من النمط π ، فهو يحقق خاصية العطرية حسب قاعدة هوكل.

### الخاصية الترددية
الإيميدازول يتصف بالخاصية الترددية أي أنه متردد يمكن ان يعمل كحمض أو قاعدة في حالة الحمض يكون الثابت14.5 [pKa]

## التحضير الاولي
يحضر الإيميدازول من تفاعل الغليوكسال مع الفورم ألدهيد في وسط من الأمونياك 
تعد طريقة التحضير تاريخية، إذ أنها أول طريقة حضر فيها الإيميدازول، وهي تستخدم لتحضير مستبدلات الإيميدازول على الرغم من مردودها الضعيف.

## الاستخدامات
- يستخدم في الصناعات الدوائية بشكل كبير.
- يستخدم الإيميدازول كمضاد للتآكل بالنسبة لبعض المعادن الانتقالية مثل النحاس.

## اقرا أيضاً
- إيميدازوليدين
- أكسازول
- بيرازول
- ثيازول
- 2-إيميدازولين